# Heksahlorofen
Heksahlorofen, takođe poznat kao Nabak, je dezinfekcioni agens. Ovo jedinjenje se javlja u obliku belog kristalnog praha, koje je bez mirisa ili ima slab fenolni zadah. U medicini, heksahlorofen je veoma koristan kao topikalni antiinfektiv, antibakterijski agens, koji se često koristi u sapunima i pastama za zube. On takođe nalazi primenu u poljoprivredi kao fungicid, biljni baktericid i akaricid.

## Spoljašnje veze
|  | Molimo Vas, obratite pažnju na važno upozorenje u vezi sa temama iz oblasti medicine (zdravlja). |